# نیکولای مونتئانو
نیکولای مونتئانو (انگلیسی: Nicolae Munteanu؛ زادهٔ ۷ دسامبر ۱۹۵۱) بازیکن هندبال اهل رومانی بود.
وی در مسابقات کشوری و بین‌المللی در مجموع برندهٔ ۱ مدال نقره، ۲ مدال برنز شده‌است.